# Il sangue dell'impero
Il sangue dell'impero è un romanzo storico di Simon Scarrow ambientato nel 51 d.C., pubblicato in Italia nel novembre 2014 dalla casa editrice Newton Compton.
È il dodicesimo romanzo della Eagles of the Empire Series con protagonisti Macrone e Catone.

## Trama

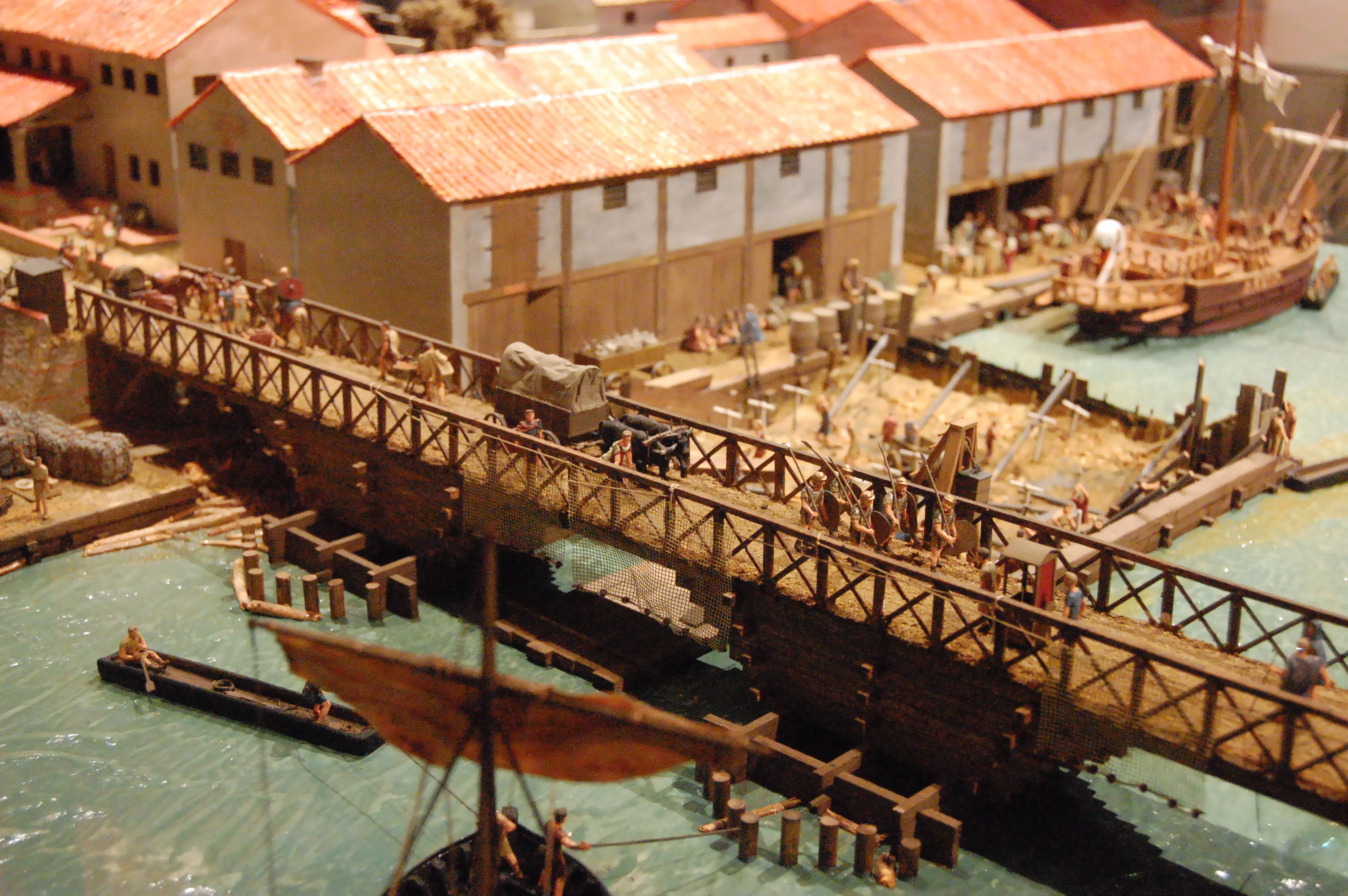
Plastico del primo ponte romano costruito a Londinium tra l'85 ed il 90 d.C.

È il 51 d.C., undicesimo anno del regno dell'Imperatore Claudio, ed il Prefetto Catone ed il Centurione Macrone sono stati convocati a Londinium in Britannia dal Governatore Ostorio con la missione di sbaragliare definitivamente le forze ribelli di Carataco.
Nei giorni in cui sono a Londinium, in attesa di ricevere i dettagli della missione da compiere, Catone e Macrone, con Porzia, la madre di Macrone, che li ha seguiti da Roma, trovano un alloggio ed assumono come servitore Decimo un ex legionario della Seconda Legione. Nei giorni successivi Porzia, con i proventi ricavati dalla vendita della casa che aveva lasciato ad Ariminum, acquista la locanda gestita da un ex legionario. Porzia durante una serata passata nella locanda con Catone e Macrone, presenta il proprietario ai due che lo riconoscono quale il centurione Caio Tullio, ex centurione della Seconda Legione e loro compagno d'armi durante l'ultimo anno della loro precedente permanenza in Britannia. Nella stessa serata incontrano nella locanda Prasutago e Boudicca che frattanto si sono sposati e sono quindi rispettivamente Re e regina degli Iceni, e ricordano assieme le avventure passate assieme.

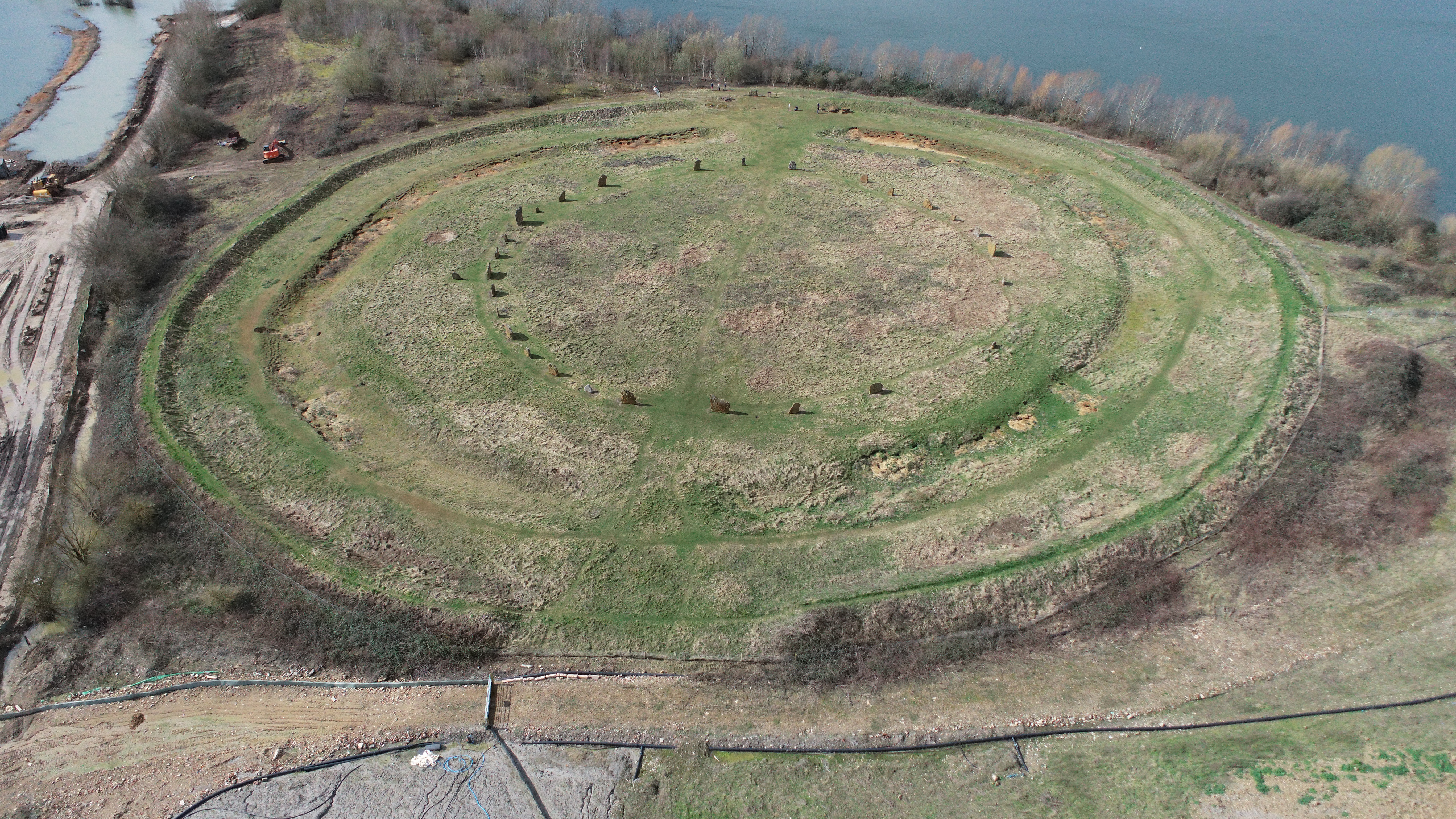
Un circolo di pietre. In quello di Avibarius Catone e Macrone partecipano alla riunione organizzata dai druidi

Pochi giorni dopo Ostorio assegna a Catone e Macrone il compito di dirigere la propria scorta per una missione nei pressi della città di Durocornovium ove, nella località nota come il cerchio di Avibarius, si doveva svolgere la riunione di tutti i capi tribù e druidi. Alla riunione a sorpresa si presenta anche Carataco che ovviamente rifiuta le proposte di pace e sottomissione richieste dal Governatore. L'incontro quindi si chiude in un nulla di fatto e gli animi vengono ancor più inaspriti quando Carataco riconsegna ai romani un tribuno catturato in una scorreria di alcuni mesi prima, orrendamente mutilato.

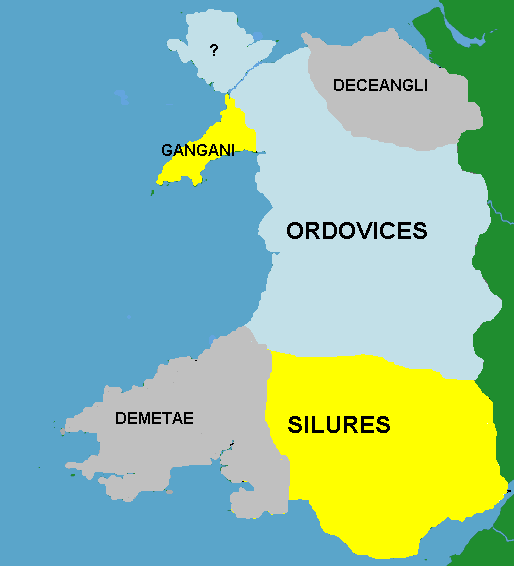
Distribuzione delle tribù britanniche del Galles al tempo della conquista romana.

Ostorio decide che ormai è il momento di avanzare nei territori ancora non assoggettati ed eliminare ogni sacca di resistenza. Mentre organizza il grosso dell'esercito, affida a Macrone e Catone il compito di raggiungere l'avamposto più a ovest e dare supporto al Centurione Querto che con i suoi legionari soprannominati i corvi sanguinari è ormai rimasto isolato da oltre un mese.
Giunto a Bruccium Catone assume il comando del forte ma non senza problemi visto che Querto non gradisce la perdita del comando. Inoltre Catone e Macrone scoprono che gli uomini al comando di Querto sono ormai negli usi e costumi più vicini ai barbari che ai romani. Modifiche giustificate con il voler incutere terrore nei pericolosi britanni della zona, ma ormai ci si è spinti oltre, ed addirittura vengono trovate le palizzate del forte con infisse le teste dei nemici uccisi, ed i corpi ammassati nella trincea che circonda il forte.
Catone organizza una spedizione nella valle dominata dal forte, e dopo un violento scontro con un contingente di nativi, cattura Maridio, che si scopre essere il fratello di Carataco.
Il giorno successivo, mentre si sta portando avanti l'interrogatorio di Maridio, le sentinelle avvistano un esercito al cui comando vi è Carataco in persona. Ovviamente Carataco richiede l'immediata liberazione del fratello ma Catone rifiuta ed organizza le difese.
Dopo numerosi assalti ed abili strategie portate avanti da Catone, ed ingenti perdite sia tra i romani che tra i britanni, Querto tenta di abbandonare il forte con i suoi uomini portandosi Maridio come lasciapassare. Catone ed i suoi scoprono in tempo il tradimento e bloccano i fuggitivi, ma nel volerli far arrestare Catone si rende conto che essendo superiori numericamente sarebbe un bagno di sangue. Quindi sfida a duello Querto comunicando a tutti che vuol dimostrare chi dei due è il più degno a comandare i Corvi Sanguinari.
Catone riesce a vincere il duello e senza avere neanche il tempo di riprendersi viene avvisato che nella valle è comparso un contingente di romani sicuramente diretto a rinforzare il forte. Catone decide di compiere una sortita e lancia tutta la cavalleria dei corvi sanguinari contro le file di Carataco riuscendo ad aprire un varco e raggiungendo il contingente di rinforzo giusto in tempo per avvisarli del rischio. Ma dopo una strenua resistenza il contingente viene annientato dagli uomini di Carataco, che comunque subisce ingentissime perdite.
Catone, con i pochissimi superstiti, decide di cavalcare fino al forte di Isca dove gli era stato detto che si trova il Legato Quintato. Vi giunge dopo una folle cavalcata durante la quale perde altri compagni in quanto sono tenacemente pedinati dai britanni.
Nel frattempo Macrone riesce a resistere strenuamente con i pochi uomini a sua disposizione ai ripetuti assalti da parte delle truppe di Carataco, fino a che queste ultime volgono in fuga per l'arrivo dei rinforzi guidati da Catone.

## Personaggi
- Lucio Cornelio Macrone: Centurione della Quattordicesima Legione Gemina.
- Quinto Licinio Catone: Prefetto a comando della Seconda Coorte Tracia di cavalleria.
- Quintato: Legato della Quattordicesima Legione Gemina.
- Claudio: Imperatore romano dal 41 a.C.
- Carataco: Re dei Catuvellauni.
- Ostorio Scapula: Governatore della Britannia.
- Salvio: Centurione anziano della Quattordicesima Legione Gemina.
- Marcello: Tribuno della Quattordicesima Legione Gemina.
- Sycaro Querto: Centurione a capo dei Corvi Sanguinari e dell'avamposto di Bruccium.
- Giulia Sempronia: Figlia del senatore Sempronio e sposa di Catone.
- Lucio Sempronio: Senatore, padre di Giulia Sempronia.
- Narciso: Segretario imperiale e stretto consigliere di Claudio.
- Nerone: Figlio adottivo di Claudio.
- Pallante: Consigliere di Claudio.
- Porzia: Madre di Macrone.
- Marco Metellio Decimo: Ex legionario della Seconda Legione Augusta. Assunto come servitore da Catone.
- Marco Pellino: Tribuno della Nona Legione Hispana.
- Caio Deciano: Tribuno della Nona Legione Hispana.
- Prasutago: Re degli Iceni.
- Boudicca: Regina degli Iceni.
- Caio Tullio: Ex Centurione della Seconda Centuria. Proprietario di una locanda a Londinium.
- Tullia: Cameriera della locanda di Tullio.
- Marcommio: Guida e traduttore indigeno.

- Bordominio: Ex re degli Iceni, a cui è succeduto Prasutago.
- Venuzio: Marito di Cartimandua regina dei Briganti.
- Cogidubno: Re dei Regnensi.
- Trebellio: Decurione di scorta a Catone e Macrone.
- Caio Lentulo: Optio degli ausiliari di guardia all'avamposto.
- Turrus: Ribelle catturato e posto sotto interrogatorio.
- Manlio Acer: Optio degli ausiliari di guardia all'avamposto.
- Fermato: Decurione della Seconda Coorte Tracia di cavalleria.
- Cremax: Decurione della Seconda Coorte Tracia di cavalleria.
- Marco Stellano: Decurione della Seconda Coorte Tracia di cavalleria.
- Pindaro: Decurione della Seconda Coorte Tracia di cavalleria.
- Mitridate: Decurione della Seconda Coorte Tracia di cavalleria.
- Miro: Decurione della Seconda Coorte Tracia di cavalleria.
- Publio Severo: Centurione della Quarta Coorte della Quattordicesima Legione Gemina.
- Gaio Petilio: Centurione della Quarta Coorte della Quattordicesima Legione Gemina.
- Tito: Servitore del centurione Publio Severo.
- Caio Balbo: Legionario della Seconda Coorte della Quattordicesima Legione Gemina.
- Maridio: Guerriero dei Catuvellauni, fratello di Carataco.
- Kastos: Decurione della Seconda Coorte Tracia di cavalleria.
- Mancino: Tribuno della Quattordicesima Legione Gemina.
- Fernando: Centurione della Quarta Coorte Ispanica.
- Eumene: Ausiliario della Seconda Coorte Tracia di cavalleria.

## Ambientazione
| Anno    | Età Macrone | Età Catone | Ambientazione |
| ------- | ----------- | ---------- | ------------- |
| 51 d.C. | 43 anni     | 26 anni    |               |

## Edizioni
- Simon Scarrow, Il sangue dell'impero, traduzione di Elisabetta Colombo e Gian Paolo Gasperi, collana Nuova Narrativa Newton, Newton Compton, 13 novembre 2014,  p. 432, ISBN 978-88-541-7137-4.
- Simon Scarrow, Il sangue dell'impero, traduzione di Elisabetta Colombo e Gian Paolo Gasperi, collana Gli Insuperabili, Newton Compton, 25 febbraio 2016,  p. 416, ISBN 978-88-541-8861-7.
- Simon Scarrow, Il sangue dell'impero, traduzione di Elisabetta Colombo e Gian Paolo Gasperi, collana Gli Insuperabili Gold, Newton Compton, 13 luglio 2017,  p. 416, ISBN 978-88-227-0696-6.

## Analisi
- Il sangue dell'impero è caratterizzato dal ritorno dei protagonisti in Britannia. Erano infatti ben sei romanzi che le vicende narrate si svolgevano tra l'Italia ed il Medio Oriente. La precedente ambientazione in Britannia risale al romanzo La battaglia finale.

- È il primo, di tre romanzi consecutivi[3], in cui si narrano le vicende della Seconda Coorte Tracia di cavalleria soprannominata I corvi sanguinari.

- È il secondo romanzo in cui compare il personaggio di Porzia, la madre di Macrone. La prima apparizione di Porzia si era avuta nel romanzo La profezia dell'aquila.

- È il secondo romanzo in cui compaiono i personaggi di Boudicca e Prasutago. La loro prima apparizione risale al romanzo La spada di Roma.